# Catedral da Natividade
A Catedral da Natividade da futura capital egípcia (em árabe: (القاهرة) كاتدرائية ميلاد المسيح, translit. (al-Qāhirah) Kātidrāʾiyya Mīlād al-Masīḥ, lit. '(Cairo) Cathedral of the Nativity of Christ' ' (Cairo) Catedral da Natividade de Cristo) é uma catedral ortodoxa copta na Nova Capital Administrativa, ainda sem nome, do Egito, há cerca de 45 km a leste do Cairo. Foi encomendada pelo presidente Abdel Fattah Al-Sisi e inaugurada em 6 de janeiro de 2019 por Al-Sisi e pelo Papa da Igreja Ortodoxa Copta de Alexandria Teodoro II. É a maior igreja do Oriente Médio.

## História
Em janeiro de 2017, após dois ataques terroristas que mataram pelo menos 27 egípcios coptas na Igreja de São Pedro e São Paulo, no Cairo, em dezembro de 2016, Al-Sisi encomendou a construção da maior mesquita e igreja do país na nova capital administrativa para se tornar um símbolo de coexistência e de unidade nacional. Por décadas, a construção de igrejas no Egito foi restrita para evitar ofender o Islã. No entanto, em agosto de 2017, o Parlamento do Egito removeu as restrições legais que limitavam a construção de novas igrejas. A catedral foi construída pela presidência egípcia e por engenheiros das Forças Armadas egípcias.
Foi inaugurada em 6 de janeiro de 2019 pelo Presidente Al-Sisi e pelo Papa Teodoro II de Alexandria, o Papa da Igreja Ortodoxa Copta de Alexandria. No dia da inauguração, a Divina Liturgia foi celebrada na capela da catedral com a participação de cerca de 3.000 pessoas que incluíam representantes de todo o país.
```
Na inauguração, o presidente Al-Sisi disse: 
```

 "Eu quero dizer que este momento é muito importante em nossa história, porque quando eu estava na Catedral de São Marcos um ano atrás, eu disse ao papa que estaríamos celebrando a conclusão da mesquita e da catedral, e aqui estamos nós. juntamente com a promessa cumprida. Esta ocasião é uma mensagem que não permitiremos que ninguém se interponha entre nós, e eu não gosto de usar o termo conflito sectário porque os muçulmanos e cristãos no Egito são um e permanecerão um. Esta ocasião representa uma árvore de amor que plantamos juntos, mas esta árvore ainda precisa de atenção e cuidado para que seus frutos cheguem do Egito para o mundo inteiro. A contenda não terminará, mas Deus salvou o Egito e continuará a fazê-lo pelo bem de seu povo. "  
 A mesquita Al-Fattah Al-Aleem também foi inaugurada no mesmo dia. O imã xeque Ahmed El-Tayeb chamou-a de "a personificação da alma da fraternidade e do amor".

## Arquitetura

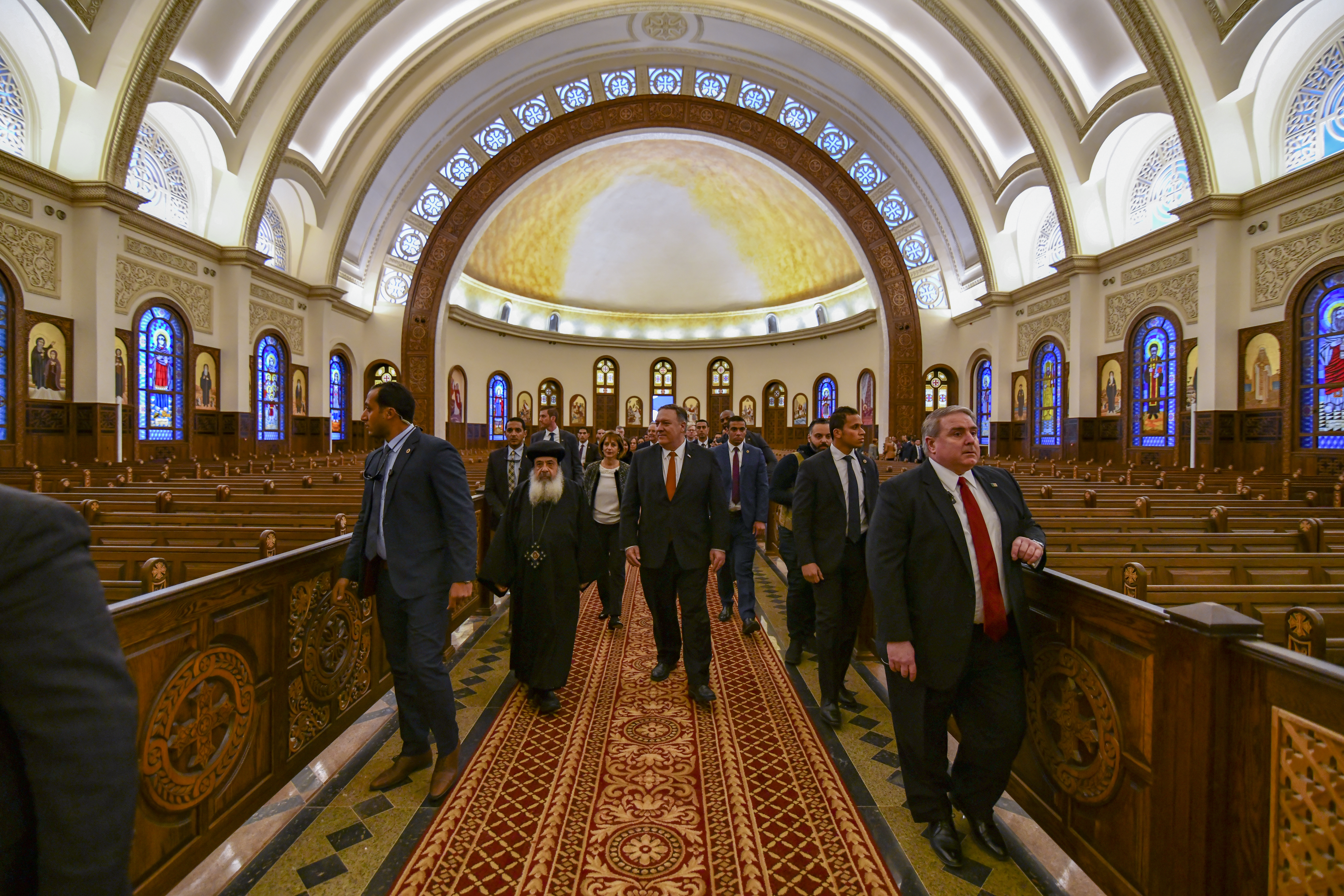
Secretário de Estado dos EUA, Mike Pompeo, visita a catedral em janeiro de 2019

No Egito, a ortodoxia é conhecida como ortodoxia oriental ou copta. Em termos gerais, pode-se dizer que a Catedral da Natividade é a maior igreja ortodoxa do mundo por área. É a igreja ortodoxa com a maior cúpula do mundo, com um diâmetro de 40 metros.
O projeto da catedral é inspirado pela Arca de Noé, de acordo com a tradição copta. Ela contém uma praça principal e uma sede papal, um salão de recepção, uma sala de reuniões e escritórios administrativos. Ela também tem uma garagem subterrânea de dois andares, prédio de serviço e dois faróis. Os faróis são de desenho copto e contêm vários sinos no topo. A igreja cobre 7.500 metros quadrados de terra e tem capacidade para 9.000 pessoas.